# 蒙特卡塞羅斯

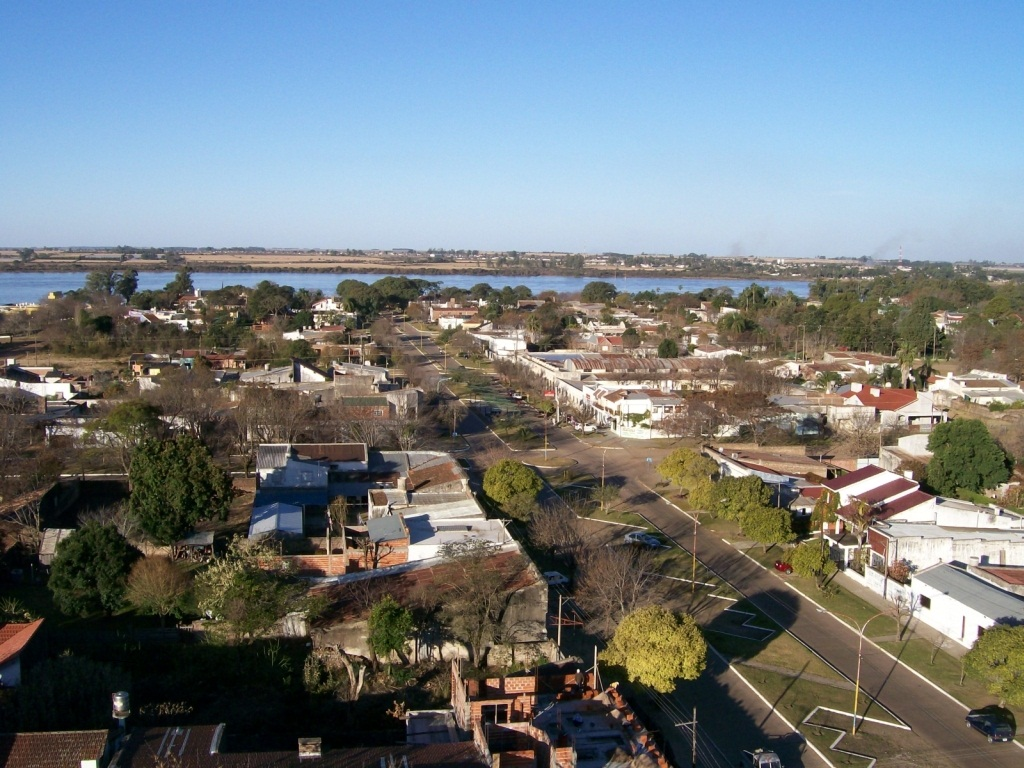
蒙特卡塞羅斯

蒙特卡塞羅斯是阿根廷的城市，位於美索不達米亞地區的烏拉圭河西岸，始建於1829年10月5日，由科連特斯省負責管轄，面積2,287平方公里，每年平均降雨量1,496毫米，2010年人口36,338。

## 外部連結
- Municipality of Monte Caseros - Official website.